# SNR G306.3-0.9
SNR G306.3-0.9 – pozostałość po supernowej odkryta w 2011 (odkrycie ogłoszono oficjalnie w 2013). Obiekt położony jest w gwiazdozbiorze Centaura i odległy jest o około 26 tysięcy lat świetlnych od Ziemi. Wiek obiektu szacowany jest na mniej niż 2500 lat i w momencie jego odkrycia należał do dwudziestu najmłodszych znanych obiektów tego typu.

## Nazwa
Akronim „SNR” jest skrótem angielskich słów supernova remnant, czyli „pozostałość po supernowej”. Druga część oznaczenia, „G306.3-0.9”, to przybliżone koordynaty położenia obiektu według systemu współrzędnych galaktycznych. Obiekt nie ma nazwy potocznej.

## Odkrycie
Obiekt został odkryty w czasie przeglądu nieba przez satelitę Swift 22 lutego 2011. Pierwsze zdjęcia wykonane w zakresie promieniowania ultrafioletowego nie wykryły obiektu, ale na zdjęciach w zakresie promieniowania rentgenowskiego wykryto charakterystyczny, półksiężycowy kształt pozostałości po supernowej. Poszukiwania w archiwach odnalazły wcześniejsze zdjęcia obiektu wykonane przez Swifta w zakresie promieniowania ultrafioletowego oraz zarejestrowane dane z obserwacji radiowych przez australijski radioteleskop Molonglo Observatory Synthesis Telescope. Po jego odkryciu dodatkowe obserwacje obiektu zostały dokonane przez teleskop kosmiczny Chandra w zakresie promieniowania rentgenowskiego oraz przez Australia Telescope Compact Array w zakresie promieniowania radiowego.

## Charakterystyka
G306.3-0.9 jest jedną z 309 skatalogowanych do tej pory (2013) pozostałości po supernowych znanych w naszej Galaktyce. Analiza danych obserwacyjnych wskazuje, że obiekt liczy mniej niż 2500 lat, co czyni go jednym z 20 najmłodszych znanych obiektów tego typu. Astronomowie szacują, że supernowe w naszej Galaktyce wybuchają przeciętnie raz lub dwa razy na sto lat, pozostawiając za sobą tego typu pozostałość, która rozprzestrzenia się z dużą prędkością i zanika w ciągu kilkuset tysięcy lat.
Fala uderzeniowa po eksplozji supernowej, w wyniku której powstał obiekt G306.3-0.9 porusza się z prędkością około 2,4 milionów kilometrów na godzinę. W mgławicy zauważono ślady między innymi żelaza, krzemu i siarki, a temperatura mgławicy przekracza 28 milionów stopni Celsjusza. Widziana z Ziemi, G306.3-0.9 pokrywa obszar dwudziestu minut kątowych, co przy jej odległości 26 tysięcy lat świetlnych oznacza, że pozostałość ma wielkość około 150 lat świetlnych.
Dotychczasowe obserwacje nie wykryły czarnej dziury ani gwiazdy neutronowej, które czasami powstają po wybuchu supernowej. Morfologicznie G306.3-0.9 jest podobna do odkrytej wcześniej pozostałości N132D, co wraz z charakterystycznym widmem pozostałości sugeruje, że powstała ona w wybuchu typu II (zapadania się jądra gwiazdy). Z drugiej strony nieobecność gwiazdy neutronowej, która by powstała przy takim wybuchu i zaobserwowane widmo w zakresie promieniowania rentgenowskiego sugeruje, że był to wybuch typu Ia (termonuklearny), który całkowicie rozrywa supernową i nie pozostawia po niej żadnej gwiazdy.